# ليلة السبت (فلم 2024)
ليلة السبت (الإنجليزية: Saturday Night) هو فيلم كوميدي، وفيلم سيرة ذاتية صَدَرَ في 11 أكتوبر 2024، في كندا، والسويد، والولايات المتحدة. الفيلم من إخراج جيسون رايتمان، أما السيناريو فكان من كتابة جيل كنعان، وجيسون رايتمان.

## طاقم التمثيل
- غابرييل لابيل  [لغات أخرى]‏، بدور لورن مايكلز
- جون باتيست، بدور بيلي بريستون
- ويليم دافو
- كاثرين كورتين
- كايا غربر
- روبرت ووهل، بدور ديف ويلسون
- تايلور غراي، بدور آل فرانكن
- بول راست، بدور بول شافر  [لغات أخرى]‏
- ماثيو ريس، بدور جورج كارلين
- براد غاريت
- تريسي ليتس، بدور هيرب سارجنت
- بيلي بريك  [لغات أخرى]‏
- جي كي سيمونز، بدور ميلتون بيرل
- جوش برينر، بدور ألان زويبل
- أندرو بارث فيلدمان  [لغات أخرى]‏
- نيكولاس بوداني  [لغات أخرى]‏، بدور بيلي كريستال
- إميلي فيرن  [لغات أخرى]‏، بدور لارين نيومان
- كيم ماتولا، بدور جين كورتين
- إيلا هنت، بدور جيلدا رادنر  [لغات أخرى]‏
- كوبر هوفمان، بدور ديك إبرسول  [لغات أخرى]‏
- ريتشل سنوت، بدور روزي شوستر  [لغات أخرى]‏
- فين ولفهارد
- ديلن أوبراين، بدور دان أيكرويد
- كوري مايكل سميث، بدور شيفي تشيز
- تومي ديوي، بدور مايكل أودونوهيو  [لغات أخرى]‏
- لامورن موريس  [لغات أخرى]‏، بدور غاريت موريس
- نيكولاس براون، بدور جيم هانسون
- مات وود ‏، بدور جون بيلوشي
- كولبي جيمس ويست

## الإنتاج
صوّر الفيلم في أتلانتا، وفايتيفيل ، وكان إريك ستيلبيرغ ‏ مديرًا لتصوير الفيلم.
.

## الاستقبال

### الميزانية والإيرادات
بلغت ميزانيّة الفيلم 30,000,000 دولار أمريكي.

## وصلات خارجية
- مقالات تستعمل روابط فنية بلا صلة مع ويكي بيانات